# Багно (Любуське воєводство)
Багно (пол. Bagno) — село в Польщі, у гміні Слава Всховського повіту Любуського воєводства.
Населення — 201 особа (2011).
У 1975-1998 роках село належало до Зеленогурського воєводства.

## Демографія
Демографічна структура станом на 31 березня 2011 року:
|          | Загалом | Допрацездатний вік | Працездатний вік | Постпрацездатний вік |
| -------- | ------- | ------------------ | ---------------- | -------------------- |
| Чоловіки | 101     | 19                 | 72               | 10                   |
| Жінки    | 100     | 28                 | 50               | 22                   |
| Разом    | 201     | 47                 | 122              | 32                   |